# Philodendron sonderianum
Philodendron sonderianum är en kallaväxtart som beskrevs av Heinrich Wilhelm Schott. Philodendron sonderianum ingår i släktet Philodendron och familjen kallaväxter. Inga underarter finns listade.